# Volta à Catalunha de 2023
A 102.ª edição da competição ciclista Volta à Catalunha foi uma corrida de ciclismo de estrada por etapas que se celebrou entre 20 e 26 de março de 2023 na Catalunha  com início na cidade de San Felíu de Guixols e final na cidade de Barcelona  sobre um percurso de 1185,3 quilómetros.
A corrida fez parte do UCI WorldTour de 2023, calendário ciclístico de máximo nível mundial, e foi a nona corrida de dito circuito. O vencedor final foi o esloveno Primož Roglič do Jumbo-Visma e esteve acompanhado no pódio pelo belga Remco Evenepoel do Soudal Quick-Step e o português João Almeida do UAE Emirates, segundo e terceiro classificado respectivamente.

## Equipas participantes
Tomaram parte na corrida 25 equipas: 18 de categoria UCI WorldTeam e 7 de categoria UCI ProTeam. Formaram assim um pelotão de 175 ciclistas dos que acabaram 130. As equipas participantes são:
| Equipes WorldTeam (18)- AG2R Citroën Team - Astana Qazaqstan Team - Alpecin-Deceuninck - Bahrain Victorious - Bora-Hansgrohe - Cofidis - EF Education-EasyPost - Groupama-FDJ - Ineos Grenadiers - Intermarché-Circus-Wanty - Jumbo-Visma - Movistar Team - Soudal Quick-Step - Arkéa-Samsic - Team DSM - Team Jayco AlUla - Trek-Segafredo - UAE Team Emirates Equipes ProTeam (7)- Burgos-BH - Caja Rural-Seguros RGA - Equipo Kern Pharma - Euskaltel-Euskadi - Israel-Premier Tech - Lotto Dstny - Uno-X Pro Cycling Team |
| |

## Percurso
| Etapa | Data    | Percurso                                      | type           | Distância (km) | Elevação (m) | Vencedor        | Líder geral   |
| ----- | ------- | --------------------------------------------- | -------------- | -------------- | ------------ | --------------- | ------------- |
| 1     | 20 mar. | Sant Feliu de Guíxols – Sant Feliu de Guíxols | etapa plana    | 164,6          | 2 090 m      | Primož Roglič   | Primož Roglič |
| 2     | 21 mar. | Mataró – Vallter 2000                         | alta montanha  | 165,4          | 3 289 m      | Giulio Ciccone  | Primož Roglič |
| 3     | 22 mar. | Olost – La Molina                             | alta montanha  | 180,6          | 3 995 m      | Remco Evenepoel | Primož Roglič |
| 4     | 23 mar. | Llívia – Sabadell                             | etapa plana    | 188,2          | 2 437 m      | Kaden Groves    | Primož Roglič |
| 5     | 24 mar. | Tortosa – Terres de l'Ebre                    | alta montanha  | 176,6          | 2 623 m      | Primož Roglič   | Primož Roglič |
| 6     | 25 mar. | Martorell – Molins de Rei                     | média montanha | 174,1          | 2 574 m      | Kaden Groves    | Primož Roglič |
| 7     | 26 mar. | Barcelona – Barcelona                         | média montanha | 135,8          | 1 914 m      | Remco Evenepoel | Primož Roglič |

## Desenvolvimento da corrida

### 1.ª etapa
| Sant Feliu de Guíxols - Sant Feliu de Guíxols | etapa plana | (164,6 km) |

| \| Classificação por etapas \| Classificação por etapas \| Classificação por etapas \| Classificação por etapas \| Classificação por etapas \| \| Ciclista \| Ciclista \| Equipe \| Tempo \| \| \| ------------------------ \| ------------------------ \| ------------------------ \| ------------------------ \| ------------------------ \| \| 1. \| Primož Roglič \| Jumbo-Visma \| 3h48m17s \| \| \| 2. \| Remco Evenepoel \| Soudal Quick-Step \| + 0s \| \| \| 3. \| Ide Schelling \| Bora-Hansgrohe \| + 0s \| \| \| 4. \| Maxim Van Gils \| Lotto Dstny \| + 0s \| \| \| 5. \| Giulio Ciccone \| Trek-Segafredo \| + 0s \| \| \| 6. \| Ethan Hayter \| Ineos Grenadiers \| + 0s \| \| \| 7. \| Dorian Godon \| AG2R Citroën Team \| + 0s \| \| \| 8. \| Ilan Van Wilder \| Soudal Quick-Step \| + 0s \| \| \| 9. \| Milan Menten \| Lotto Dstny \| + 0s \| \| \| 10. \| Bryan Coquard \| Cofidis \| + 0s \| \| |                 |                   |          |
| |                 |                   |          |
| Fonte: ProCyclingStats |                 |                   |          |
| Classificação por etapas |                 |                   |          |
| Ciclista | Ciclista        | Equipe            | Tempo    |
| 1. | Primož Roglič   | Jumbo-Visma       | 3h48m17s |
| 2. | Remco Evenepoel | Soudal Quick-Step | + 0s     |
| 3. | Ide Schelling   | Bora-Hansgrohe    | + 0s     |
| 4. | Maxim Van Gils  | Lotto Dstny       | + 0s     |
| 5. | Giulio Ciccone  | Trek-Segafredo    | + 0s     |
| 6. | Ethan Hayter    | Ineos Grenadiers  | + 0s     |
| 7. | Dorian Godon    | AG2R Citroën Team | + 0s     |
| 8. | Ilan Van Wilder | Soudal Quick-Step | + 0s     |
| 9. | Milan Menten    | Lotto Dstny       | + 0s     |
| 10. | Bryan Coquard   | Cofidis           | + 0s     |

| \| Classificação geral \| Classificação geral \| Classificação geral \| Classificação geral \| Classificação geral \| \| Ciclista \| Ciclista \| Equipe \| Tempo \| \| \| ------------------- \| ------------------- \| ------------------- \| ------------------- \| ------------------- \| \| 1. \| Primož Roglič \| Jumbo-Visma \| 3h48m07s \| \| \| 2. \| Remco Evenepoel \| Soudal Quick-Step \| + 4s \| \| \| 3. \| Ide Schelling \| Bora-Hansgrohe \| + 6s \| \| \| 4. \| Maxim Van Gils \| Lotto Dstny \| + 10s \| \| \| 5. \| Giulio Ciccone \| Trek-Segafredo \| + 10s \| \| \| 6. \| Ethan Hayter \| Ineos Grenadiers \| + 10s \| \| \| 7. \| Dorian Godon \| AG2R Citroën Team \| + 10s \| \| \| 8. \| Ilan Van Wilder \| Soudal Quick-Step \| + 10s \| \| \| 9. \| Milan Menten \| Lotto Dstny \| + 10s \| \| \| 10. \| Bryan Coquard \| Cofidis \| + 10s \| \| |                 |                   |          |
| |                 |                   |          |
| Fonte: ProCyclingStats |                 |                   |          |
| Classificação geral |                 |                   |          |
| Ciclista | Ciclista        | Equipe            | Tempo    |
| 1. | Primož Roglič   | Jumbo-Visma       | 3h48m07s |
| 2. | Remco Evenepoel | Soudal Quick-Step | + 4s     |
| 3. | Ide Schelling   | Bora-Hansgrohe    | + 6s     |
| 4. | Maxim Van Gils  | Lotto Dstny       | + 10s    |
| 5. | Giulio Ciccone  | Trek-Segafredo    | + 10s    |
| 6. | Ethan Hayter    | Ineos Grenadiers  | + 10s    |
| 7. | Dorian Godon    | AG2R Citroën Team | + 10s    |
| 8. | Ilan Van Wilder | Soudal Quick-Step | + 10s    |
| 9. | Milan Menten    | Lotto Dstny       | + 10s    |
| 10. | Bryan Coquard   | Cofidis           | + 10s    |

### 2.ª etapa
| Mataró - Vallter 2000 | alta montanha | (165,4 km) |

| \| Classificação por etapas \| Classificação por etapas \| Classificação por etapas \| Classificação por etapas \| Classificação por etapas \| \| Ciclista \| Ciclista \| Equipe \| Tempo \| \| \| ------------------------ \| ------------------------ \| ------------------------ \| ------------------------ \| ------------------------ \| \| 1. \| Giulio Ciccone \| Trek-Segafredo \| 4h13m37s \| \| \| 2. \| Primož Roglič \| Jumbo-Visma \| + 0s \| \| \| 3. \| Remco Evenepoel \| Soudal Quick-Step \| + 0s \| \| \| 4. \| Mikel Landa \| Bahrain Victorious \| + 11s \| \| \| 5. \| Adam Yates \| UAE Team Emirates \| + 11s \| \| \| 6. \| João Almeida \| UAE Team Emirates \| + 11s \| \| \| 7. \| Esteban Chaves \| EF Education-EasyPost \| + 15s \| \| \| 8. \| Michael Woods \| Israel-Premier Tech \| + 15s \| \| \| 9. \| Jai Hindley \| Bora-Hansgrohe \| + 15s \| \| \| 10. \| Cian Uijtdebroeks \| Bora-Hansgrohe \| + 15s \| \| |                   |                       |          |
| |                   |                       |          |
| Fonte: ProCyclingStats |                   |                       |          |
| Classificação por etapas |                   |                       |          |
| Ciclista | Ciclista          | Equipe                | Tempo    |
| 1. | Giulio Ciccone    | Trek-Segafredo        | 4h13m37s |
| 2. | Primož Roglič     | Jumbo-Visma           | + 0s     |
| 3. | Remco Evenepoel   | Soudal Quick-Step     | + 0s     |
| 4. | Mikel Landa       | Bahrain Victorious    | + 11s    |
| 5. | Adam Yates        | UAE Team Emirates     | + 11s    |
| 6. | João Almeida      | UAE Team Emirates     | + 11s    |
| 7. | Esteban Chaves    | EF Education-EasyPost | + 15s    |
| 8. | Michael Woods     | Israel-Premier Tech   | + 15s    |
| 9. | Jai Hindley       | Bora-Hansgrohe        | + 15s    |
| 10. | Cian Uijtdebroeks | Bora-Hansgrohe        | + 15s    |

| \| Classificação geral \| Classificação geral \| Classificação geral \| Classificação geral \| Classificação geral \| \| Ciclista \| Ciclista \| Equipe \| Tempo \| \| \| ------------------- \| ------------------- \| --------------------- \| ------------------- \| ------------------- \| \| 1. \| Primož Roglič \| Jumbo-Visma \| 8h01m38s \| \| \| 2. \| Remco Evenepoel \| Soudal Quick-Step \| + 6s \| \| \| 3. \| Giulio Ciccone \| Trek-Segafredo \| + 6s \| \| \| 4. \| Mikel Landa \| Bahrain Victorious \| + 27s \| \| \| 5. \| João Almeida \| UAE Team Emirates \| + 27s \| \| \| 6. \| Michael Woods \| Israel-Premier Tech \| + 31s \| \| \| 7. \| Jai Hindley \| Bora-Hansgrohe \| + 31s \| \| \| 8. \| Esteban Chaves \| EF Education-EasyPost \| + 31s \| \| \| 9. \| Cian Uijtdebroeks \| Bora-Hansgrohe \| + 41s \| \| \| 10. \| Marc Soler \| UAE Team Emirates \| + 46s \| \| |                   |                       |          |
| |                   |                       |          |
| Fonte: ProCyclingStats |                   |                       |          |
| Classificação geral |                   |                       |          |
| Ciclista | Ciclista          | Equipe                | Tempo    |
| 1. | Primož Roglič     | Jumbo-Visma           | 8h01m38s |
| 2. | Remco Evenepoel   | Soudal Quick-Step     | + 6s     |
| 3. | Giulio Ciccone    | Trek-Segafredo        | + 6s     |
| 4. | Mikel Landa       | Bahrain Victorious    | + 27s    |
| 5. | João Almeida      | UAE Team Emirates     | + 27s    |
| 6. | Michael Woods     | Israel-Premier Tech   | + 31s    |
| 7. | Jai Hindley       | Bora-Hansgrohe        | + 31s    |
| 8. | Esteban Chaves    | EF Education-EasyPost | + 31s    |
| 9. | Cian Uijtdebroeks | Bora-Hansgrohe        | + 41s    |
| 10. | Marc Soler        | UAE Team Emirates     | + 46s    |

### 3.ª etapa
| Olost - La Molina | alta montanha | (180,6 km) |

| \| Classificação por etapas \| Classificação por etapas \| Classificação por etapas \| Classificação por etapas \| Classificação por etapas \| \| Ciclista \| Ciclista \| Equipe \| Tempo \| \| \| ------------------------ \| ------------------------ \| ------------------------ \| ------------------------ \| ------------------------ \| \| 1. \| Remco Evenepoel \| Soudal Quick-Step \| 4h40m43s \| \| \| 2. \| Primož Roglič \| Jumbo-Visma \| + 2s \| \| \| 3. \| Giulio Ciccone \| Trek-Segafredo \| + 13s \| \| \| 4. \| Jai Hindley \| Bora-Hansgrohe \| + 13s \| \| \| 5. \| João Almeida \| UAE Team Emirates \| + 13s \| \| \| 6. \| Mikel Landa \| Bahrain Victorious \| + 13s \| \| \| 7. \| Michael Woods \| Israel-Premier Tech \| + 13s \| \| \| 8. \| Cian Uijtdebroeks \| Bora-Hansgrohe \| + 13s \| \| \| 9. \| Esteban Chaves \| EF Education-EasyPost \| + 13s \| \| \| 10. \| Romain Bardet \| Team DSM \| + 13s \| \| |                   |                       |          |
| |                   |                       |          |
| Fonte: ProCyclingStats |                   |                       |          |
| Classificação por etapas |                   |                       |          |
| Ciclista | Ciclista          | Equipe                | Tempo    |
| 1. | Remco Evenepoel   | Soudal Quick-Step     | 4h40m43s |
| 2. | Primož Roglič     | Jumbo-Visma           | + 2s     |
| 3. | Giulio Ciccone    | Trek-Segafredo        | + 13s    |
| 4. | Jai Hindley       | Bora-Hansgrohe        | + 13s    |
| 5. | João Almeida      | UAE Team Emirates     | + 13s    |
| 6. | Mikel Landa       | Bahrain Victorious    | + 13s    |
| 7. | Michael Woods     | Israel-Premier Tech   | + 13s    |
| 8. | Cian Uijtdebroeks | Bora-Hansgrohe        | + 13s    |
| 9. | Esteban Chaves    | EF Education-EasyPost | + 13s    |
| 10. | Romain Bardet     | Team DSM              | + 13s    |

| \| Classificação geral \| Classificação geral \| Classificação geral \| Classificação geral \| Classificação geral \| \| Ciclista \| Ciclista \| Equipe \| Tempo \| \| \| ------------------- \| ------------------- \| --------------------- \| ------------------- \| ------------------- \| \| 1. \| Primož Roglič \| Jumbo-Visma \| 38h10m22s \| \| \| 2. \| Remco Evenepoel \| Soudal Quick-Step \| + 0s \| \| \| 3. \| Giulio Ciccone \| Trek-Segafredo \| + 19s \| \| \| 4. \| Mikel Landa \| Bahrain Victorious \| + 44s \| \| \| 5. \| João Almeida \| UAE Team Emirates \| + 44s \| \| \| 6. \| Jai Hindley \| Bora-Hansgrohe \| + 48s \| \| \| 7. \| Michael Woods \| Israel-Premier Tech \| + 48s \| \| \| 8. \| Esteban Chaves \| EF Education-EasyPost \| + 48s \| \| \| 9. \| Cian Uijtdebroeks \| Bora-Hansgrohe \| + 58s \| \| \| 10. \| Marc Soler \| UAE Team Emirates \| + 1m12s \| \| |                   |                       |           |
| |                   |                       |           |
| Fonte: ProCyclingStats |                   |                       |           |
| Classificação geral |                   |                       |           |
| Ciclista | Ciclista          | Equipe                | Tempo     |
| 1. | Primož Roglič     | Jumbo-Visma           | 38h10m22s |
| 2. | Remco Evenepoel   | Soudal Quick-Step     | + 0s      |
| 3. | Giulio Ciccone    | Trek-Segafredo        | + 19s     |
| 4. | Mikel Landa       | Bahrain Victorious    | + 44s     |
| 5. | João Almeida      | UAE Team Emirates     | + 44s     |
| 6. | Jai Hindley       | Bora-Hansgrohe        | + 48s     |
| 7. | Michael Woods     | Israel-Premier Tech   | + 48s     |
| 8. | Esteban Chaves    | EF Education-EasyPost | + 48s     |
| 9. | Cian Uijtdebroeks | Bora-Hansgrohe        | + 58s     |
| 10. | Marc Soler        | UAE Team Emirates     | + 1m12s   |

### 4.ª etapa
| Llívia - Sabadell | etapa plana | (188,2 km) |

| \| Classificação por etapas \| Classificação por etapas \| Classificação por etapas \| Classificação por etapas \| Classificação por etapas \| \| Ciclista \| Ciclista \| Equipe \| Tempo \| \| \| ------------------------ \| ------------------------ \| ------------------------ \| ------------------------ \| ------------------------ \| \| 1. \| Kaden Groves \| Alpecin-Deceuninck \| 4h19m37s \| \| \| 2. \| Bryan Coquard \| Cofidis \| + 0s \| \| \| 3. \| Corbin Strong \| Israel-Premier Tech \| + 0s \| \| \| 4. \| Ide Schelling \| Bora-Hansgrohe \| + 0s \| \| \| 5. \| Clément Venturini \| AG2R Citroën Team \| + 0s \| \| \| 6. \| Frederik Wandahl \| Bora-Hansgrohe \| + 0s \| \| \| 7. \| Jon Aberasturi \| Trek-Segafredo \| + 0s \| \| \| 8. \| Milan Menten \| Lotto Dstny \| + 0s \| \| \| 9. \| Arne Marit \| Intermarché-Circus-Wanty \| + 0s \| \| \| 10. \| Simone Velasco \| Astana Qazaqstan Team \| + 0s \| \| |                   |                          |          |
| |                   |                          |          |
| Fonte: ProCyclingStats |                   |                          |          |
| Classificação por etapas |                   |                          |          |
| Ciclista | Ciclista          | Equipe                   | Tempo    |
| 1. | Kaden Groves      | Alpecin-Deceuninck       | 4h19m37s |
| 2. | Bryan Coquard     | Cofidis                  | + 0s     |
| 3. | Corbin Strong     | Israel-Premier Tech      | + 0s     |
| 4. | Ide Schelling     | Bora-Hansgrohe           | + 0s     |
| 5. | Clément Venturini | AG2R Citroën Team        | + 0s     |
| 6. | Frederik Wandahl  | Bora-Hansgrohe           | + 0s     |
| 7. | Jon Aberasturi    | Trek-Segafredo           | + 0s     |
| 8. | Milan Menten      | Lotto Dstny              | + 0s     |
| 9. | Arne Marit        | Intermarché-Circus-Wanty | + 0s     |
| 10. | Simone Velasco    | Astana Qazaqstan Team    | + 0s     |

| \| Classificação geral \| Classificação geral \| Classificação geral \| Classificação geral \| Classificação geral \| \| Ciclista \| Ciclista \| Equipe \| Tempo \| \| \| ------------------- \| ------------------- \| --------------------- \| ------------------- \| ------------------- \| \| 1. \| Primož Roglič \| Jumbo-Visma \| 17h01m54s \| \| \| 2. \| Remco Evenepoel \| Soudal Quick-Step \| + 0s \| \| \| 3. \| Giulio Ciccone \| Trek-Segafredo \| + 19s \| \| \| 4. \| Mikel Landa \| Bahrain Victorious \| + 44s \| \| \| 5. \| João Almeida \| UAE Team Emirates \| + 44s \| \| \| 6. \| Michael Woods \| Israel-Premier Tech \| + 48s \| \| \| 7. \| Jai Hindley \| Bora-Hansgrohe \| + 48s \| \| \| 8. \| Esteban Chaves \| EF Education-EasyPost \| + 48s \| \| \| 9. \| Cian Uijtdebroeks \| Bora-Hansgrohe \| + 58s \| \| \| 10. \| Marc Soler \| UAE Team Emirates \| + 1m12s \| \| |                   |                       |           |
| |                   |                       |           |
| Fonte: ProCyclingStats |                   |                       |           |
| Classificação geral |                   |                       |           |
| Ciclista | Ciclista          | Equipe                | Tempo     |
| 1. | Primož Roglič     | Jumbo-Visma           | 17h01m54s |
| 2. | Remco Evenepoel   | Soudal Quick-Step     | + 0s      |
| 3. | Giulio Ciccone    | Trek-Segafredo        | + 19s     |
| 4. | Mikel Landa       | Bahrain Victorious    | + 44s     |
| 5. | João Almeida      | UAE Team Emirates     | + 44s     |
| 6. | Michael Woods     | Israel-Premier Tech   | + 48s     |
| 7. | Jai Hindley       | Bora-Hansgrohe        | + 48s     |
| 8. | Esteban Chaves    | EF Education-EasyPost | + 48s     |
| 9. | Cian Uijtdebroeks | Bora-Hansgrohe        | + 58s     |
| 10. | Marc Soler        | UAE Team Emirates     | + 1m12s   |

### 5.ª etapa
| Tortosa - Terres de l'Ebre | alta montanha | (176,6 km) |

| \| Classificação por etapas \| Classificação por etapas \| Classificação por etapas \| Classificação por etapas \| Classificação por etapas \| \| Ciclista \| Ciclista \| Equipe \| Tempo \| \| \| ------------------------ \| ------------------------ \| ------------------------ \| ------------------------ \| ------------------------ \| \| 1. \| Primož Roglič \| Jumbo-Visma \| 4h27m41s \| \| \| 2. \| Remco Evenepoel \| Soudal Quick-Step \| + 6s \| \| \| 3. \| João Almeida \| UAE Team Emirates \| + 12s \| \| \| 4. \| Marc Soler \| UAE Team Emirates \| + 12s \| \| \| 5. \| Rigoberto Urán \| EF Education-EasyPost \| + 44s \| \| \| 6. \| Lenny Martinez \| Groupama-FDJ \| + 47s \| \| \| 7. \| Mikel Landa \| Bahrain Victorious \| + 56s \| \| \| 8. \| Michael Woods \| Israel-Premier Tech \| + 56s \| \| \| 9. \| Jai Hindley \| Bora-Hansgrohe \| + 1m04s \| \| \| 10. \| Cian Uijtdebroeks \| Bora-Hansgrohe \| + 1m15s \| \| |                   |                       |          |
| |                   |                       |          |
| Fonte: ProCyclingStats |                   |                       |          |
| Classificação por etapas |                   |                       |          |
| Ciclista | Ciclista          | Equipe                | Tempo    |
| 1. | Primož Roglič     | Jumbo-Visma           | 4h27m41s |
| 2. | Remco Evenepoel   | Soudal Quick-Step     | + 6s     |
| 3. | João Almeida      | UAE Team Emirates     | + 12s    |
| 4. | Marc Soler        | UAE Team Emirates     | + 12s    |
| 5. | Rigoberto Urán    | EF Education-EasyPost | + 44s    |
| 6. | Lenny Martinez    | Groupama-FDJ          | + 47s    |
| 7. | Mikel Landa       | Bahrain Victorious    | + 56s    |
| 8. | Michael Woods     | Israel-Premier Tech   | + 56s    |
| 9. | Jai Hindley       | Bora-Hansgrohe        | + 1m04s  |
| 10. | Cian Uijtdebroeks | Bora-Hansgrohe        | + 1m15s  |

| \| Classificação geral \| Classificação geral \| Classificação geral \| Classificação geral \| Classificação geral \| \| Ciclista \| Ciclista \| Equipe \| Tempo \| \| \| ------------------- \| ------------------- \| --------------------- \| ------------------- \| ------------------- \| \| 1. \| Primož Roglič \| Jumbo-Visma \| 21h29m25s \| \| \| 2. \| Remco Evenepoel \| Soudal Quick-Step \| + 10s \| \| \| 3. \| João Almeida \| UAE Team Emirates \| + 1m02s \| \| \| 4. \| Mikel Landa \| Bahrain Victorious \| + 1m50s \| \| \| 5. \| Marc Soler \| UAE Team Emirates \| + 1m50s \| \| \| 6. \| Michael Woods \| Israel-Premier Tech \| + 1m54s \| \| \| 7. \| Giulio Ciccone \| Trek-Segafredo \| + 1m57s \| \| \| 8. \| Jai Hindley \| Bora-Hansgrohe \| + 2m02s \| \| \| 9. \| Cian Uijtdebroeks \| Bora-Hansgrohe \| + 2m23s \| \| \| 10. \| Rigoberto Urán \| EF Education-EasyPost \| + 2m44s \| \| |                   |                       |           |
| |                   |                       |           |
| Fonte: ProCyclingStats |                   |                       |           |
| Classificação geral |                   |                       |           |
| Ciclista | Ciclista          | Equipe                | Tempo     |
| 1. | Primož Roglič     | Jumbo-Visma           | 21h29m25s |
| 2. | Remco Evenepoel   | Soudal Quick-Step     | + 10s     |
| 3. | João Almeida      | UAE Team Emirates     | + 1m02s   |
| 4. | Mikel Landa       | Bahrain Victorious    | + 1m50s   |
| 5. | Marc Soler        | UAE Team Emirates     | + 1m50s   |
| 6. | Michael Woods     | Israel-Premier Tech   | + 1m54s   |
| 7. | Giulio Ciccone    | Trek-Segafredo        | + 1m57s   |
| 8. | Jai Hindley       | Bora-Hansgrohe        | + 2m02s   |
| 9. | Cian Uijtdebroeks | Bora-Hansgrohe        | + 2m23s   |
| 10. | Rigoberto Urán    | EF Education-EasyPost | + 2m44s   |

### 6.ª etapa
| Martorell - Molins de Rei | média montanha | (174,1 km) |

| \| Classificação por etapas \| Classificação por etapas \| Classificação por etapas \| Classificação por etapas \| Classificação por etapas \| \| Ciclista \| Ciclista \| Equipe \| Tempo \| \| \| ------------------------ \| ------------------------ \| ------------------------ \| ------------------------ \| ------------------------ \| \| 1. \| Kaden Groves \| Alpecin-Deceuninck \| 3h50m32s \| \| \| 2. \| Bryan Coquard \| Cofidis \| + 0s \| \| \| 3. \| Ide Schelling \| Bora-Hansgrohe \| + 0s \| \| \| 4. \| Maxim Van Gils \| Lotto Dstny \| + 0s \| \| \| 5. \| Remco Evenepoel \| Soudal Quick-Step \| + 0s \| \| \| 6. \| Andreas Kron \| Lotto Dstny \| + 0s \| \| \| 7. \| Dorian Godon \| AG2R Citroën Team \| + 0s \| \| \| 8. \| Patrick Konrad \| Bora-Hansgrohe \| + 0s \| \| \| 9. \| Primož Roglič \| Jumbo-Visma \| + 0s \| \| \| 10. \| Finn Fisher-Black \| UAE Team Emirates \| + 0s \| \| |                   |                    |          |
| |                   |                    |          |
| Fonte: ProCyclingStats |                   |                    |          |
| Classificação por etapas |                   |                    |          |
| Ciclista | Ciclista          | Equipe             | Tempo    |
| 1. | Kaden Groves      | Alpecin-Deceuninck | 3h50m32s |
| 2. | Bryan Coquard     | Cofidis            | + 0s     |
| 3. | Ide Schelling     | Bora-Hansgrohe     | + 0s     |
| 4. | Maxim Van Gils    | Lotto Dstny        | + 0s     |
| 5. | Remco Evenepoel   | Soudal Quick-Step  | + 0s     |
| 6. | Andreas Kron      | Lotto Dstny        | + 0s     |
| 7. | Dorian Godon      | AG2R Citroën Team  | + 0s     |
| 8. | Patrick Konrad    | Bora-Hansgrohe     | + 0s     |
| 9. | Primož Roglič     | Jumbo-Visma        | + 0s     |
| 10. | Finn Fisher-Black | UAE Team Emirates  | + 0s     |

| \| Classificação geral \| Classificação geral \| Classificação geral \| Classificação geral \| Classificação geral \| \| Ciclista \| Ciclista \| Equipe \| Tempo \| \| \| ------------------- \| ------------------- \| --------------------- \| ------------------- \| ------------------- \| \| 1. \| Primož Roglič \| Jumbo-Visma \| 25h19m52s \| \| \| 2. \| Remco Evenepoel \| Soudal Quick-Step \| + 10s \| \| \| 3. \| João Almeida \| UAE Team Emirates \| + 1m07s \| \| \| 4. \| Marc Soler \| UAE Team Emirates \| + 1m54s \| \| \| 5. \| Mikel Landa \| Bahrain Victorious \| + 1m55s \| \| \| 6. \| Michael Woods \| Israel-Premier Tech \| + 1m59s \| \| \| 7. \| Giulio Ciccone \| Trek-Segafredo \| + 2m02s \| \| \| 8. \| Jai Hindley \| Bora-Hansgrohe \| + 2m07s \| \| \| 9. \| Cian Uijtdebroeks \| Bora-Hansgrohe \| + 2m28s \| \| \| 10. \| Rigoberto Urán \| EF Education-EasyPost \| + 2m49s \| \| |                   |                       |           |
| |                   |                       |           |
| Fonte: ProCyclingStats |                   |                       |           |
| Classificação geral |                   |                       |           |
| Ciclista | Ciclista          | Equipe                | Tempo     |
| 1. | Primož Roglič     | Jumbo-Visma           | 25h19m52s |
| 2. | Remco Evenepoel   | Soudal Quick-Step     | + 10s     |
| 3. | João Almeida      | UAE Team Emirates     | + 1m07s   |
| 4. | Marc Soler        | UAE Team Emirates     | + 1m54s   |
| 5. | Mikel Landa       | Bahrain Victorious    | + 1m55s   |
| 6. | Michael Woods     | Israel-Premier Tech   | + 1m59s   |
| 7. | Giulio Ciccone    | Trek-Segafredo        | + 2m02s   |
| 8. | Jai Hindley       | Bora-Hansgrohe        | + 2m07s   |
| 9. | Cian Uijtdebroeks | Bora-Hansgrohe        | + 2m28s   |
| 10. | Rigoberto Urán    | EF Education-EasyPost | + 2m49s   |

### 7.ª etapa
| Barcelona - Barcelona | média montanha | (135,8 km) |

| \| Classificação por etapas \| Classificação por etapas \| Classificação por etapas \| Classificação por etapas \| Classificação por etapas \| \| Ciclista \| Ciclista \| Equipe \| Tempo \| \| \| ------------------------ \| ------------------------ \| ------------------------ \| ------------------------ \| ------------------------ \| \| 1. \| Remco Evenepoel \| Soudal Quick-Step \| 2h59m24s \| \| \| 2. \| Primož Roglič \| Jumbo-Visma \| + 0s \| \| \| 3. \| Marc Soler \| UAE Team Emirates \| + 53s \| \| \| 4. \| Corbin Strong \| Israel-Premier Tech \| + 58s \| \| \| 5. \| Giulio Ciccone \| Trek-Segafredo \| + 58s \| \| \| 6. \| Andreas Kron \| Lotto Dstny \| + 58s \| \| \| 7. \| Mikel Landa \| Bahrain Victorious \| + 58s \| \| \| 8. \| David de la Cruz \| Astana Qazaqstan Team \| + 58s \| \| \| 9. \| Koen Bouwman \| Jumbo-Visma \| + 58s \| \| \| 10. \| Oscar Onley \| Team DSM \| + 58s \| \| |                  |                       |          |
| |                  |                       |          |
| Fonte: ProCyclingStats |                  |                       |          |
| Classificação por etapas |                  |                       |          |
| Ciclista | Ciclista         | Equipe                | Tempo    |
| 1. | Remco Evenepoel  | Soudal Quick-Step     | 2h59m24s |
| 2. | Primož Roglič    | Jumbo-Visma           | + 0s     |
| 3. | Marc Soler       | UAE Team Emirates     | + 53s    |
| 4. | Corbin Strong    | Israel-Premier Tech   | + 58s    |
| 5. | Giulio Ciccone   | Trek-Segafredo        | + 58s    |
| 6. | Andreas Kron     | Lotto Dstny           | + 58s    |
| 7. | Mikel Landa      | Bahrain Victorious    | + 58s    |
| 8. | David de la Cruz | Astana Qazaqstan Team | + 58s    |
| 9. | Koen Bouwman     | Jumbo-Visma           | + 58s    |
| 10. | Oscar Onley      | Team DSM              | + 58s    |

## Classificações finais
- As classificações finalizaram da seguinte forma:[2]

### Classificação geral
| \| Classificação geral \| Classificação geral \| Classificação geral \| Classificação geral \| Classificação geral \| \| Ciclista \| Ciclista \| Equipe \| Tempo \| \| \| ------------------- \| ------------------- \| --------------------- \| ------------------- \| ------------------- \| \| 1. \| Primož Roglič \| Jumbo-Visma \| 28h19m10s \| \| \| 2. \| Remco Evenepoel \| Soudal Quick-Step \| + 6s \| \| \| 3. \| João Almeida \| UAE Team Emirates \| + 2m11s \| \| \| 4. \| Marc Soler \| UAE Team Emirates \| + 2m49s \| \| \| 5. \| Mikel Landa \| Bahrain Victorious \| + 2m59s \| \| \| 6. \| Michael Woods \| Israel-Premier Tech \| + 3m03s \| \| \| 7. \| Giulio Ciccone \| Trek-Segafredo \| + 3m06s \| \| \| 8. \| Jai Hindley \| Bora-Hansgrohe \| + 3m11s \| \| \| 9. \| Cian Uijtdebroeks \| Bora-Hansgrohe \| + 3m32s \| \| \| 10. \| Rigoberto Urán \| EF Education-EasyPost \| + 3m53s \| \| |                   |                       |           |
| |                   |                       |           |
| Fonte: ProCyclingStats |                   |                       |           |
| Classificação geral |                   |                       |           |
| Ciclista | Ciclista          | Equipe                | Tempo     |
| 1. | Primož Roglič     | Jumbo-Visma           | 28h19m10s |
| 2. | Remco Evenepoel   | Soudal Quick-Step     | + 6s      |
| 3. | João Almeida      | UAE Team Emirates     | + 2m11s   |
| 4. | Marc Soler        | UAE Team Emirates     | + 2m49s   |
| 5. | Mikel Landa       | Bahrain Victorious    | + 2m59s   |
| 6. | Michael Woods     | Israel-Premier Tech   | + 3m03s   |
| 7. | Giulio Ciccone    | Trek-Segafredo        | + 3m06s   |
| 8. | Jai Hindley       | Bora-Hansgrohe        | + 3m11s   |
| 9. | Cian Uijtdebroeks | Bora-Hansgrohe        | + 3m32s   |
| 10. | Rigoberto Urán    | EF Education-EasyPost | + 3m53s   |

### Classificação da montanha
| Classificação da montanha | Classificação da montanha | Classificação da montanha | Classificação da montanha | Classificação da montanha |
| Ciclista                  | Ciclista                  | Equipe                    | Pontos                    |                           |
| ------------------------- | ------------------------- | ------------------------- | ------------------------- | ------------------------- |
| 1.                        | Remco Evenepoel           | Soudal Quick-Step         | 69 pts                    |                           |
| 2.                        | Primož Roglič             | Jumbo-Visma               | 68 pts                    |                           |
| 3.                        | Guillaume Martin          | Cofidis                   | 61 pts                    |                           |
| 4.                        | Simone Petilli            | Intermarché-Circus-Wanty  | 37 pts                    |                           |
| 5.                        | Giulio Ciccone            | Trek-Segafredo            | 32 pts                    |                           |
| 6.                        | João Almeida              | UAE Team Emirates         | 29 pts                    |                           |
| 7.                        | Marc Soler                | UAE Team Emirates         | 27 pts                    |                           |
| 8.                        | Richard Carapaz           | EF Education-EasyPost     | 22 pts                    |                           |
| 9.                        | Maxim Van Gils            | Lotto Dstny               | 20 pts                    |                           |
| 10.                       | Mikel Landa               | Bahrain Victorious        | 16 pts                    |                           |

### Classificação dos sprints (metas volantes)
| Classificação por pontos | Classificação por pontos | Classificação por pontos | Classificação por pontos | Classificação por pontos |
| Ciclista                 | Ciclista                 | Equipe                   | Pontos                   |                          |
| ------------------------ | ------------------------ | ------------------------ | ------------------------ | ------------------------ |
| 1.                       | Primož Roglič            | Jumbo-Visma              | 43 pts                   |                          |
| 2.                       | Remco Evenepoel          | Soudal Quick-Step        | 41 pts                   |                          |
| 3.                       | Kaden Groves             | Alpecin-Deceuninck       | 20 pts                   |                          |
| 4.                       | Giulio Ciccone           | Trek-Segafredo           | 14 pts                   |                          |
| 5.                       | Bryan Coquard            | Cofidis                  | 12 pts                   |                          |
| 6.                       | Simone Petilli           | Intermarché-Circus-Wanty | 8 pts                    |                          |
| 7.                       | Ide Schelling            | Bora-Hansgrohe           | 8 pts                    |                          |
| 8.                       | Richard Carapaz          | EF Education-EasyPost    | 6 pts                    |                          |
| 9.                       | Marc Soler               | UAE Team Emirates        | 5 pts                    |                          |
| 10.                      | Roger Adrià              | Equipo Kern Pharma       | 4 pts                    |                          |

### Classificação dos jovens
| Classificação dos jovens | Classificação dos jovens | Classificação dos jovens | Classificação dos jovens | Classificação dos jovens |
| Ciclista                 | Ciclista                 | Equipe                   | Tempo                    |                          |
| ------------------------ | ------------------------ | ------------------------ | ------------------------ | ------------------------ |
| 1.                       | Remco Evenepoel          | Soudal Quick-Step        | 28h19m16s                |                          |
| 2.                       | Cian Uijtdebroeks        | Bora-Hansgrohe           | + 3m26s                  |                          |
| 3.                       | Lenny Martinez           | Groupama-FDJ             | + 4m19s                  |                          |
| 4.                       | Lennert Van Eetvelt      | Lotto Dstny              | + 6m21s                  |                          |
| 5.                       | Oscar Onley              | Team DSM                 | + 25m45s                 |                          |
| 6.                       | Ilan Van Wilder          | Soudal Quick-Step        | + 29m19s                 |                          |
| 7.                       | Hugo Toumire             | Cofidis                  | + 33m34s                 |                          |
| 8.                       | Matthew Riccitello       | Israel-Premier Tech      | + 37m03s                 |                          |
| 9.                       | Finn Fisher-Black        | UAE Team Emirates        | + 39m52s                 |                          |
| 10.                      | Raúl García Pierna       | Equipo Kern Pharma       | + 47m42s                 |                          |

### Classificação por equipas
| Classificação por equipes | Classificação por equipes | Classificação por equipes | Classificação por equipes |
| Equipe                    | Equipe                    | Tempo                     |                           |
| ------------------------- | ------------------------- | ------------------------- | ------------------------- |
| 1.                        | UAE Team Emirates         | 85h08m48s                 |                           |
| 2.                        | EF Education-EasyPost     | + 8m54s                   |                           |
| 3.                        | Bora-Hansgrohe            | + 9m45s                   |                           |
| 4.                        | Movistar Team             | + 13m35s                  |                           |
| 5.                        | Bahrain Victorious        | + 15m59s                  |                           |
| 6.                        | AG2R Citroën Team         | + 16m09s                  |                           |
| 7.                        | Jumbo-Visma               | + 17m30s                  |                           |
| 8.                        | Cofidis                   | + 32m43s                  |                           |
| 9.                        | Israel-Premier Tech       | + 33m04s                  |                           |
| 10.                       | Soudal Quick-Step         | + 40m36s                  |                           |

## Evolução das classificações
| Etapa |                | Vencedor _      | Classificação geral | Prêmio por pontos | Prêmio de montanha | Juventude       | Equipes _         |
| ----- | -------------- | --------------- | ------------------- | ----------------- | ------------------ | --------------- | ----------------- |
| 1     | etapa plana    | Primož Roglič   | Primož Roglič       | Primož Roglič     | Jetse Bol          | Remco Evenepoel | Bora-Hansgrohe    |
| 2     | alta montanha  | Giulio Ciccone  | Primož Roglič       | Primož Roglič     | Giulio Ciccone     | Remco Evenepoel | UAE Team Emirates |
| 3     | alta montanha  | Remco Evenepoel | Primož Roglič       | Primož Roglič     | Simone Petilli     | Remco Evenepoel | UAE Team Emirates |
| 4     | etapa plana    | Kaden Groves    | Primož Roglič       | Primož Roglič     | Guillaume Martin   | Remco Evenepoel | UAE Team Emirates |
| 5     | alta montanha  | Primož Roglič   | Primož Roglič       | Primož Roglič     | Primož Roglič      | Remco Evenepoel | UAE Team Emirates |
| 6     | média montanha | Kaden Groves    | Primož Roglič       | Primož Roglič     | Primož Roglič      | Remco Evenepoel | UAE Team Emirates |
| 7     | média montanha | Remco Evenepoel | Primož Roglič       | Primož Roglič     | Remco Evenepoel    | Remco Evenepoel | UAE Team Emirates |
| Final | Final          |                 | Primož Roglič       | Primož Roglič     | Remco Evenepoel    | Remco Evenepoel | UAE Team Emirates |

## Ciclistas participantes e posições finais
| Bora-Hansgrohe BOH | Bora-Hansgrohe BOH      | Bora-Hansgrohe BOH |
| ------------------ | ----------------------- | ------------------ |
| Num                | Ciclista                | Pos                |
| 1                  | Jai Hindley (AUS)       | 8.                 |
| 2                  | Patrick Konrad (AUT)    | 72.                |
| 3                  | Cian Uijtdebroeks (BEL) | 9.                 |
| 4                  | Frederik Wandahl (DEN)  | 82.                |
| 5                  | Ide Schelling (NED)     | 95.                |
| 6                  | Matteo Fabbro (ITA)     | 69.                |
| 7                  | Anton Palzer (GER)      | 37.                |

| Jumbo-Visma TJV | Jumbo-Visma TJV         | Jumbo-Visma TJV |
| --------------- | ----------------------- | --------------- |
| Num             | Ciclista                | Pos             |
| 11              | Primož Roglič (SLO)     | 1.              |
| 12              | Tobias Foss (NOR)       | 66.             |
| 13              | Koen Bouwman (NED)      | 40.             |
| 14              | Sepp Kuss (USA)         | 19.             |
| 15              | Michel Hessmann (GER)   | 117.            |
| 16              | Steven Kruijswijk (NED) | 34.             |
| 17              | Robert Gesink (NED)     | 88.             |

| UAE Team Emirates UAD | UAE Team Emirates UAD        | UAE Team Emirates UAD |
| --------------------- | ---------------------------- | --------------------- |
| Num                   | Ciclista                     | Pos                   |
| 21                    | João Almeida (POR) (estrada) | 3.                    |
| 22                    | Adam Yates (GBR)             | 28.                   |
| 23                    | George Bennett (NZL)         | 60.                   |
| 24                    | Rafał Majka (POL)            | 36.                   |
| 25                    | Finn Fisher-Black (NZL)      | 56.                   |
| 26                    | Ivo Oliveira (POR)           | 130.                  |
| 27                    | Marc Soler (ESP)             | 4.                    |

| Ineos Grenadiers IGD | Ineos Grenadiers IGD       | Ineos Grenadiers IGD |
| -------------------- | -------------------------- | -------------------- |
| Num                  | Ciclista                   | Pos                  |
| 31                   | Egan Bernal (COL)          | DNF-6                |
| 32                   | Geraint Thomas (GBR)       | 45.                  |
| 33                   | Ethan Hayter (GBR)         | 63.                  |
| 34                   | Luke Plapp (AUS) (estrada) | NP-1                 |
| 35                   | Ben Tulett (GBR)           | 87.                  |
| 36                   | Jonathan Castroviejo (ESP) | 16.                  |
| 37                   | Salvatore Puccio (ITA)     | 80.                  |

| Intermarché-Circus-Wanty ICW | Intermarché-Circus-Wanty ICW | Intermarché-Circus-Wanty ICW |
| ---------------------------- | ---------------------------- | ---------------------------- |
| Num                          | Ciclista                     | Pos                          |
| 41                           | Louis Meintjes (RSA)         | NP-4                         |
| 42                           | Rune Herregodts (BEL)        | 126.                         |
| 43                           | Rein Taaramäe (EST)          | 33.                          |
| 44                           | Arne Marit (BEL)             | 121.                         |
| 45                           | Laurens Huys (BEL)           | 55.                          |
| 46                           | Simone Petilli (ITA)         | 31.                          |
| 47                           | Tom Paquot (BEL)             | NP-7                         |

| Soudal Quick-Step SOQ | Soudal Quick-Step SOQ           | Soudal Quick-Step SOQ |
| --------------------- | ------------------------------- | --------------------- |
| Num                   | Ciclista                        | Pos                   |
| 51                    | Remco Evenepoel (BEL) (estrada) | 2.                    |
| 52                    | Jan Hirt (CZE)                  | 49.                   |
| 53                    | Ilan Van Wilder (BEL)           | 43.                   |
| 54                    | Louis Vervaeke (BEL)            | DNF-7                 |
| 55                    | Fausto Masnada (ITA)            | 64.                   |
| 56                    | Mattia Cattaneo (ITA)           | 70.                   |
| 57                    | Pieter Serry (BEL)              | DNF-7                 |

| Groupama-FDJ GFC | Groupama-FDJ GFC        | Groupama-FDJ GFC |
| ---------------- | ----------------------- | ---------------- |
| Num              | Ciclista                | Pos              |
| 61               | Michael Storer (AUS)    | NP-4             |
| 62               | Bruno Armirail (FRA)    | 48.              |
| 63               | Reuben Thompson (NZL)   | 81.              |
| 64               | Lenny Martinez (FRA)    | 12.              |
| 65               | Lorenzo Germani (ITA)   | 111.             |
| 66               | Mathieu Ladagnous (FRA) | 109.             |
| 67               | Clément Davy (FRA)      | DNF-3            |

| Bahrain Victorious TBV | Bahrain Victorious TBV    | Bahrain Victorious TBV |
| ---------------------- | ------------------------- | ---------------------- |
| Num                    | Ciclista                  | Pos                    |
| 71                     | Mikel Landa (ESP)         | 5.                     |
| 72                     | Gino Mäder (SUI)          | 46.                    |
| 73                     | Jack Haig (AUS)           | DNF-7                  |
| 74                     | Hermann Pernsteiner (AUT) | 42.                    |
| 75                     | Wout Poels (NED)          | 29.                    |
| 76                     | Rainer Kepplinger (AUT)   | DNF-7                  |
| 77                     | Yukiya Arashiro (JPN)     | DNF-7                  |

| Alpecin-Deceuninck ADC | Alpecin-Deceuninck ADC  | Alpecin-Deceuninck ADC |
| ---------------------- | ----------------------- | ---------------------- |
| Num                    | Ciclista                | Pos                    |
| 81                     | Stefano Oldani (ITA)    | 77.                    |
| 82                     | Nicola Conci (ITA)      | 58.                    |
| 83                     | Kaden Groves (AUS)      | 110.                   |
| 84                     | Xandro Meurisse (BEL)   | 83.                    |
| 85                     | Oscar Riesebeek (NED)   | NP-5                   |
| 86                     | Kristian Sbaragli (ITA) | NP-2                   |
| 87                     | Jimmy Janssens (BEL)    | DNF-6                  |

| Cofidis COF | Cofidis COF              | Cofidis COF |
| ----------- | ------------------------ | ----------- |
| Num         | Ciclista                 | Pos         |
| 91          | Jesús Herrada (ESP)      | 17.         |
| 92          | Guillaume Martin (FRA)   | 27.         |
| 93          | Bryan Coquard (FRA)      | 98.         |
| 94          | Alexandre Delettre (FRA) | 123.        |
| 95          | José Herrada (ESP)       | DNF-7       |
| 96          | Hugo Toumire (FRA)       | 50.         |
| 97          | Thomas Champion (FRA)    | 125.        |

| Movistar Team MOV | Movistar Team MOV        | Movistar Team MOV |
| ----------------- | ------------------------ | ----------------- |
| Num               | Ciclista                 | Pos               |
| 101               | Carlos Verona (ESP)      | 21.               |
| 102               | Iván Ramiro Sosa (COL)   | 20.               |
| 103               | Einer Rubio (COL)        | 13.               |
| 104               | José Joaquín Rojas (ESP) | NP-4              |
| 105               | William Barta (USA)      | 41.               |
| 106               | Sergio Samitier (ESP)    | 99.               |
| 107               | Antonio Pedrero (ESP)    | DNF-7             |

| Trek-Segafredo TFS | Trek-Segafredo TFS     | Trek-Segafredo TFS |
| ------------------ | ---------------------- | ------------------ |
| Num                | Ciclista               | Pos                |
| 111                | Giulio Ciccone (ITA)   | 7.                 |
| 112                | Juan Pedro López (ESP) | 23.                |
| 113                | Quinn Simmons (USA)    | NP-5               |
| 114                | Jon Aberasturi (ESP)   | DNF-7              |
| 115                | Kenny Elissonde (FRA)  | DNF-2              |
| 116                | Dario Cataldo (ITA)    | DNF-1              |
| 117                | Marc Brustenga (ESP)   | DNF-6              |

| Arkéa-Samsic ARK | Arkéa-Samsic ARK        | Arkéa-Samsic ARK |
| ---------------- | ----------------------- | ---------------- |
| Num              | Ciclista                | Pos              |
| 121              | Hugo Hofstetter (FRA)   | DNF-2            |
| 122              | Anthony Delaplace (FRA) | NP-2             |
| 123              | Élie Gesbert (FRA)      | 22.              |
| 124              | Louis Barré (FRA)       | 4.               |
| 125              | Maxime Bouet (FRA)      | DNF-1            |
| 126              | Łukasz Owsian (POL)     | NP-6             |
| 127              | Ewen Costiou (FRA)      | 93.              |

| AG2R Citroën Team ACT | AG2R Citroën Team ACT   | AG2R Citroën Team ACT |
| --------------------- | ----------------------- | --------------------- |
| Num                   | Ciclista                | Pos                   |
| 131                   | Clément Venturini (FRA) | 90.                   |
| 132                   | Mikaël Cherel (FRA)     | 35.                   |
| 133                   | Geoffrey Bouchard (FRA) | 30.                   |
| 134                   | Dorian Godon (FRA)      | 61.                   |
| 135                   | Nans Peters (FRA)       | 75.                   |
| 136                   | Clément Berthet (FRA)   | 26.                   |
| 137                   | Ben O'Connor (AUS)      | 14.                   |

| Team Jayco AlUla JAY | Team Jayco AlUla JAY          | Team Jayco AlUla JAY |
| -------------------- | ----------------------------- | -------------------- |
| Num                  | Ciclista                      | Pos                  |
| 141                  | Filippo Zana (ITA) (estrada)  | 47.                  |
| 142                  | Kevin Colleoni (ITA)          | 89.                  |
| 143                  | Alexandre Balmer (SUI)        | NP-3                 |
| 144                  | Alessandro De Marchi (ITA)    | 118.                 |
| 145                  | Callum Scotson (AUS)          | DNF-7                |
| 146                  | Tsgabu Grmay (ETH)            | 84.                  |
| 147                  | Christopher Juul-Jensen (DEN) | 128.                 |

| EF Education-EasyPost EFE | EF Education-EasyPost EFE       | EF Education-EasyPost EFE |
| ------------------------- | ------------------------------- | ------------------------- |
| Num                       | Ciclista                        | Pos                       |
| 151                       | Richard Carapaz (ECU) (estrada) | 51.                       |
| 152                       | Esteban Chaves (COL) (estrada)  | 11.                       |
| 153                       | Rigoberto Urán (COL)            | 10.                       |
| 154                       | Alexander Cepeda (ECU)          | 25.                       |
| 155                       | Jonathan Caicedo (ECU)          | DNF-7                     |
| 156                       | Simon Carr (GBR)                | 78.                       |
| 157                       | Andrey Amador (CRC)             | 103.                      |

| Team DSM DSM | Team DSM DSM          | Team DSM DSM |
| ------------ | --------------------- | ------------ |
| Num          | Ciclista              | Pos          |
| 161          | Romain Bardet (FRA)   | DNF-7        |
| 162          | Oscar Onley (GBR)     | 39.          |
| 163          | Chris Hamilton (AUS)  | NP-2         |
| 164          | Marco Brenner (GER)   | DNF-6        |
| 165          | Lorenzo Milesi (ITA)  | 124.         |
| 166          | Martijn Tusveld (NED) | 85.          |
| 167          | Romain Combaud (FRA)  | 107.         |

| Astana Qazaqstan Team AST | Astana Qazaqstan Team AST | Astana Qazaqstan Team AST |
| ------------------------- | ------------------------- | ------------------------- |
| Num                       | Ciclista                  | Pos                       |
| 171                       | David de la Cruz (ESP)    | 68.                       |
| 172                       | Simone Velasco (ITA)      | 67.                       |
| 173                       | Vadim Pronskiy (KAZ)      | 127.                      |
| 174                       | Harold Tejada (COL)       | NP-7                      |
| 175                       | Fabio Felline (ITA)       | 119.                      |
| 176                       | Gianni Moscon (ITA)       | DNF-7                     |
| 177                       | Joe Dombrowski (USA)      | 96.                       |

| Lotto Dstny LTD | Lotto Dstny LTD           | Lotto Dstny LTD |
| --------------- | ------------------------- | --------------- |
| Num             | Ciclista                  | Pos             |
| 181             | Milan Menten (BEL)        | 129.            |
| 182             | Andreas Kron (DEN)        | 71.             |
| 183             | Maxim Van Gils (BEL)      | 54.             |
| 184             | Lennert Van Eetvelt (BEL) | 15.             |
| 185             | Sylvain Moniquet (BEL)    | 76.             |
| 186             | Eduardo Sepúlveda (ARG)   | NP-2            |
| 187             | Rüdiger Selig (GER)       | DNF-6           |

| Israel-Premier Tech IPT | Israel-Premier Tech IPT  | Israel-Premier Tech IPT |
| ----------------------- | ------------------------ | ----------------------- |
| Num                     | Ciclista                 | Pos                     |
| 191                     | Dylan Teuns (BEL)        | 32.                     |
| 192                     | Corbin Strong (NZL)      | 94.                     |
| 193                     | Michael Woods (CAN)      | 6.                      |
| 194                     | Guillaume Boivin (CAN)   | DNF-7                   |
| 195                     | Daryl Impey (RSA)        | 120.                    |
| 196                     | Stephen Williams (GBR)   | 100.                    |
| 197                     | Matthew Riccitello (USA) | 53.                     |

| Uno-X Pro Cycling Team UXT | Uno-X Pro Cycling Team UXT       | Uno-X Pro Cycling Team UXT |
| -------------------------- | -------------------------------- | -------------------------- |
| Num                        | Ciclista                         | Pos                        |
| 201                        | Tobias Halland Johannessen (NOR) | 86.                        |
| 202                        | Torstein Træen (NOR)             | 57.                        |
| 203                        | Jonas Gregaard (DEN)             | 59.                        |
| 204                        | Niklas Eg (DEN)                  | 91.                        |
| 205                        | Anders Halland Johannessen (NOR) | NP-5                       |
| 206                        | Jacob Hindsgaul Madsen (DEN)     | 112.                       |
| 207                        | Magnus Kulset (NOR)              | 79.                        |

| Caja Rural-Seguros RGA CJR | Caja Rural-Seguros RGA CJR | Caja Rural-Seguros RGA CJR |
| -------------------------- | -------------------------- | -------------------------- |
| Num                        | Ciclista                   | Pos                        |
| 211                        | Jefferson Cepeda (ECU)     | DNF-7                      |
| 212                        | Joel Nicolau (ESP)         | 115.                       |
| 213                        | Abel Balderstone (ESP)     | 73.                        |
| 214                        | David González López (ESP) | DNF-7                      |
| 215                        | Julen Amézqueta (ESP)      | 105.                       |
| 216                        | Mulu Hailemichael (ETH)    | DNF-6                      |
| 217                        | Eduard Prades (ESP)        | DNF-7                      |

| Equipo Kern Pharma EKP | Equipo Kern Pharma EKP   | Equipo Kern Pharma EKP |
| ---------------------- | ------------------------ | ---------------------- |
| Num                    | Ciclista                 | Pos                    |
| 221                    | Roger Adrià (ESP)        | 44.                    |
| 222                    | Raúl García Pierna (ESP) | 65.                    |
| 223                    | Francisco Galván (ESP)   | 114.                   |
| 224                    | José Félix Parra (ESP)   | 102.                   |
| 225                    | Pablo Castrillo (ESP)    | 116.                   |
| 226                    | Héctor Carretero (ESP)   | DNF-7                  |
| 227                    | Pau Miquel (ESP)         | 108.                   |

| Burgos-BH BBH | Burgos-BH BBH                  | Burgos-BH BBH |
| ------------- | ------------------------------ | ------------- |
| Num           | Ciclista                       | Pos           |
| 231           | Pelayo Sánchez (ESP)           | DNF-2         |
| 232           | Victor Langellotti (MON)       | 74.           |
| 233           | Daniel Navarro (ESP)           | 62.           |
| 234           | José Manuel Díaz Gallego (ESP) | 18.           |
| 235           | Eric Fagúndez (URU)            | 97.           |
| 236           | Jetse Bol (NED)                | 106.          |
| 237           | Andrés Camilo Ardila (COL)     | DNF-7         |

| Euskaltel-Euskadi EUS | Euskaltel-Euskadi EUS | Euskaltel-Euskadi EUS |
| --------------------- | --------------------- | --------------------- |
| Num                   | Ciclista              | Pos                   |
| 241                   | Mikel Bizkarra (ESP)  | 24.                   |
| 242                   | Xabier Azparren (ESP) | 122.                  |
| 243                   | Txomin Juaristi (ESP) | 113.                  |
| 244                   | Unai Cuadrado (ESP)   | 101.                  |
| 245                   | Luis Ángel Maté (ESP) | 38.                   |
| 246                   | Ibai Azurmendi (ESP)  | 52.                   |
| 247                   | Mikel Iturria (ESP)   | 92.                   |

| Bora-Hansgrohe BOH | Bora-Hansgrohe BOH      | Bora-Hansgrohe BOH |
| ------------------ | ----------------------- | ------------------ |
| Num                | Ciclista                | Pos                |
| 1                  | Jai Hindley (AUS)       | 8.                 |
| 2                  | Patrick Konrad (AUT)    | 72.                |
| 3                  | Cian Uijtdebroeks (BEL) | 9.                 |
| 4                  | Frederik Wandahl (DEN)  | 82.                |
| 5                  | Ide Schelling (NED)     | 95.                |
| 6                  | Matteo Fabbro (ITA)     | 69.                |
| 7                  | Anton Palzer (GER)      | 37.                |

| Jumbo-Visma TJV | Jumbo-Visma TJV         | Jumbo-Visma TJV |
| --------------- | ----------------------- | --------------- |
| Num             | Ciclista                | Pos             |
| 11              | Primož Roglič (SLO)     | 1.              |
| 12              | Tobias Foss (NOR)       | 66.             |
| 13              | Koen Bouwman (NED)      | 40.             |
| 14              | Sepp Kuss (USA)         | 19.             |
| 15              | Michel Hessmann (GER)   | 117.            |
| 16              | Steven Kruijswijk (NED) | 34.             |
| 17              | Robert Gesink (NED)     | 88.             |

| UAE Team Emirates UAD | UAE Team Emirates UAD        | UAE Team Emirates UAD |
| --------------------- | ---------------------------- | --------------------- |
| Num                   | Ciclista                     | Pos                   |
| 21                    | João Almeida (POR) (estrada) | 3.                    |
| 22                    | Adam Yates (GBR)             | 28.                   |
| 23                    | George Bennett (NZL)         | 60.                   |
| 24                    | Rafał Majka (POL)            | 36.                   |
| 25                    | Finn Fisher-Black (NZL)      | 56.                   |
| 26                    | Ivo Oliveira (POR)           | 130.                  |
| 27                    | Marc Soler (ESP)             | 4.                    |

| Ineos Grenadiers IGD | Ineos Grenadiers IGD       | Ineos Grenadiers IGD |
| -------------------- | -------------------------- | -------------------- |
| Num                  | Ciclista                   | Pos                  |
| 31                   | Egan Bernal (COL)          | DNF-6                |
| 32                   | Geraint Thomas (GBR)       | 45.                  |
| 33                   | Ethan Hayter (GBR)         | 63.                  |
| 34                   | Luke Plapp (AUS) (estrada) | NP-1                 |
| 35                   | Ben Tulett (GBR)           | 87.                  |
| 36                   | Jonathan Castroviejo (ESP) | 16.                  |
| 37                   | Salvatore Puccio (ITA)     | 80.                  |

| Intermarché-Circus-Wanty ICW | Intermarché-Circus-Wanty ICW | Intermarché-Circus-Wanty ICW |
| ---------------------------- | ---------------------------- | ---------------------------- |
| Num                          | Ciclista                     | Pos                          |
| 41                           | Louis Meintjes (RSA)         | NP-4                         |
| 42                           | Rune Herregodts (BEL)        | 126.                         |
| 43                           | Rein Taaramäe (EST)          | 33.                          |
| 44                           | Arne Marit (BEL)             | 121.                         |
| 45                           | Laurens Huys (BEL)           | 55.                          |
| 46                           | Simone Petilli (ITA)         | 31.                          |
| 47                           | Tom Paquot (BEL)             | NP-7                         |

| Soudal Quick-Step SOQ | Soudal Quick-Step SOQ           | Soudal Quick-Step SOQ |
| --------------------- | ------------------------------- | --------------------- |
| Num                   | Ciclista                        | Pos                   |
| 51                    | Remco Evenepoel (BEL) (estrada) | 2.                    |
| 52                    | Jan Hirt (CZE)                  | 49.                   |
| 53                    | Ilan Van Wilder (BEL)           | 43.                   |
| 54                    | Louis Vervaeke (BEL)            | DNF-7                 |
| 55                    | Fausto Masnada (ITA)            | 64.                   |
| 56                    | Mattia Cattaneo (ITA)           | 70.                   |
| 57                    | Pieter Serry (BEL)              | DNF-7                 |

| Groupama-FDJ GFC | Groupama-FDJ GFC        | Groupama-FDJ GFC |
| ---------------- | ----------------------- | ---------------- |
| Num              | Ciclista                | Pos              |
| 61               | Michael Storer (AUS)    | NP-4             |
| 62               | Bruno Armirail (FRA)    | 48.              |
| 63               | Reuben Thompson (NZL)   | 81.              |
| 64               | Lenny Martinez (FRA)    | 12.              |
| 65               | Lorenzo Germani (ITA)   | 111.             |
| 66               | Mathieu Ladagnous (FRA) | 109.             |
| 67               | Clément Davy (FRA)      | DNF-3            |

| Bahrain Victorious TBV | Bahrain Victorious TBV    | Bahrain Victorious TBV |
| ---------------------- | ------------------------- | ---------------------- |
| Num                    | Ciclista                  | Pos                    |
| 71                     | Mikel Landa (ESP)         | 5.                     |
| 72                     | Gino Mäder (SUI)          | 46.                    |
| 73                     | Jack Haig (AUS)           | DNF-7                  |
| 74                     | Hermann Pernsteiner (AUT) | 42.                    |
| 75                     | Wout Poels (NED)          | 29.                    |
| 76                     | Rainer Kepplinger (AUT)   | DNF-7                  |
| 77                     | Yukiya Arashiro (JPN)     | DNF-7                  |

| Alpecin-Deceuninck ADC | Alpecin-Deceuninck ADC  | Alpecin-Deceuninck ADC |
| ---------------------- | ----------------------- | ---------------------- |
| Num                    | Ciclista                | Pos                    |
| 81                     | Stefano Oldani (ITA)    | 77.                    |
| 82                     | Nicola Conci (ITA)      | 58.                    |
| 83                     | Kaden Groves (AUS)      | 110.                   |
| 84                     | Xandro Meurisse (BEL)   | 83.                    |
| 85                     | Oscar Riesebeek (NED)   | NP-5                   |
| 86                     | Kristian Sbaragli (ITA) | NP-2                   |
| 87                     | Jimmy Janssens (BEL)    | DNF-6                  |

| Cofidis COF | Cofidis COF              | Cofidis COF |
| ----------- | ------------------------ | ----------- |
| Num         | Ciclista                 | Pos         |
| 91          | Jesús Herrada (ESP)      | 17.         |
| 92          | Guillaume Martin (FRA)   | 27.         |
| 93          | Bryan Coquard (FRA)      | 98.         |
| 94          | Alexandre Delettre (FRA) | 123.        |
| 95          | José Herrada (ESP)       | DNF-7       |
| 96          | Hugo Toumire (FRA)       | 50.         |
| 97          | Thomas Champion (FRA)    | 125.        |

| Movistar Team MOV | Movistar Team MOV        | Movistar Team MOV |
| ----------------- | ------------------------ | ----------------- |
| Num               | Ciclista                 | Pos               |
| 101               | Carlos Verona (ESP)      | 21.               |
| 102               | Iván Ramiro Sosa (COL)   | 20.               |
| 103               | Einer Rubio (COL)        | 13.               |
| 104               | José Joaquín Rojas (ESP) | NP-4              |
| 105               | William Barta (USA)      | 41.               |
| 106               | Sergio Samitier (ESP)    | 99.               |
| 107               | Antonio Pedrero (ESP)    | DNF-7             |

| Trek-Segafredo TFS | Trek-Segafredo TFS     | Trek-Segafredo TFS |
| ------------------ | ---------------------- | ------------------ |
| Num                | Ciclista               | Pos                |
| 111                | Giulio Ciccone (ITA)   | 7.                 |
| 112                | Juan Pedro López (ESP) | 23.                |
| 113                | Quinn Simmons (USA)    | NP-5               |
| 114                | Jon Aberasturi (ESP)   | DNF-7              |
| 115                | Kenny Elissonde (FRA)  | DNF-2              |
| 116                | Dario Cataldo (ITA)    | DNF-1              |
| 117                | Marc Brustenga (ESP)   | DNF-6              |

| Arkéa-Samsic ARK | Arkéa-Samsic ARK        | Arkéa-Samsic ARK |
| ---------------- | ----------------------- | ---------------- |
| Num              | Ciclista                | Pos              |
| 121              | Hugo Hofstetter (FRA)   | DNF-2            |
| 122              | Anthony Delaplace (FRA) | NP-2             |
| 123              | Élie Gesbert (FRA)      | 22.              |
| 124              | Louis Barré (FRA)       | 4.               |
| 125              | Maxime Bouet (FRA)      | DNF-1            |
| 126              | Łukasz Owsian (POL)     | NP-6             |
| 127              | Ewen Costiou (FRA)      | 93.              |

| AG2R Citroën Team ACT | AG2R Citroën Team ACT   | AG2R Citroën Team ACT |
| --------------------- | ----------------------- | --------------------- |
| Num                   | Ciclista                | Pos                   |
| 131                   | Clément Venturini (FRA) | 90.                   |
| 132                   | Mikaël Cherel (FRA)     | 35.                   |
| 133                   | Geoffrey Bouchard (FRA) | 30.                   |
| 134                   | Dorian Godon (FRA)      | 61.                   |
| 135                   | Nans Peters (FRA)       | 75.                   |
| 136                   | Clément Berthet (FRA)   | 26.                   |
| 137                   | Ben O'Connor (AUS)      | 14.                   |

| Team Jayco AlUla JAY | Team Jayco AlUla JAY          | Team Jayco AlUla JAY |
| -------------------- | ----------------------------- | -------------------- |
| Num                  | Ciclista                      | Pos                  |
| 141                  | Filippo Zana (ITA) (estrada)  | 47.                  |
| 142                  | Kevin Colleoni (ITA)          | 89.                  |
| 143                  | Alexandre Balmer (SUI)        | NP-3                 |
| 144                  | Alessandro De Marchi (ITA)    | 118.                 |
| 145                  | Callum Scotson (AUS)          | DNF-7                |
| 146                  | Tsgabu Grmay (ETH)            | 84.                  |
| 147                  | Christopher Juul-Jensen (DEN) | 128.                 |

| EF Education-EasyPost EFE | EF Education-EasyPost EFE       | EF Education-EasyPost EFE |
| ------------------------- | ------------------------------- | ------------------------- |
| Num                       | Ciclista                        | Pos                       |
| 151                       | Richard Carapaz (ECU) (estrada) | 51.                       |
| 152                       | Esteban Chaves (COL) (estrada)  | 11.                       |
| 153                       | Rigoberto Urán (COL)            | 10.                       |
| 154                       | Alexander Cepeda (ECU)          | 25.                       |
| 155                       | Jonathan Caicedo (ECU)          | DNF-7                     |
| 156                       | Simon Carr (GBR)                | 78.                       |
| 157                       | Andrey Amador (CRC)             | 103.                      |

| Team DSM DSM | Team DSM DSM          | Team DSM DSM |
| ------------ | --------------------- | ------------ |
| Num          | Ciclista              | Pos          |
| 161          | Romain Bardet (FRA)   | DNF-7        |
| 162          | Oscar Onley (GBR)     | 39.          |
| 163          | Chris Hamilton (AUS)  | NP-2         |
| 164          | Marco Brenner (GER)   | DNF-6        |
| 165          | Lorenzo Milesi (ITA)  | 124.         |
| 166          | Martijn Tusveld (NED) | 85.          |
| 167          | Romain Combaud (FRA)  | 107.         |

| Astana Qazaqstan Team AST | Astana Qazaqstan Team AST | Astana Qazaqstan Team AST |
| ------------------------- | ------------------------- | ------------------------- |
| Num                       | Ciclista                  | Pos                       |
| 171                       | David de la Cruz (ESP)    | 68.                       |
| 172                       | Simone Velasco (ITA)      | 67.                       |
| 173                       | Vadim Pronskiy (KAZ)      | 127.                      |
| 174                       | Harold Tejada (COL)       | NP-7                      |
| 175                       | Fabio Felline (ITA)       | 119.                      |
| 176                       | Gianni Moscon (ITA)       | DNF-7                     |
| 177                       | Joe Dombrowski (USA)      | 96.                       |

| Lotto Dstny LTD | Lotto Dstny LTD           | Lotto Dstny LTD |
| --------------- | ------------------------- | --------------- |
| Num             | Ciclista                  | Pos             |
| 181             | Milan Menten (BEL)        | 129.            |
| 182             | Andreas Kron (DEN)        | 71.             |
| 183             | Maxim Van Gils (BEL)      | 54.             |
| 184             | Lennert Van Eetvelt (BEL) | 15.             |
| 185             | Sylvain Moniquet (BEL)    | 76.             |
| 186             | Eduardo Sepúlveda (ARG)   | NP-2            |
| 187             | Rüdiger Selig (GER)       | DNF-6           |

| Israel-Premier Tech IPT | Israel-Premier Tech IPT  | Israel-Premier Tech IPT |
| ----------------------- | ------------------------ | ----------------------- |
| Num                     | Ciclista                 | Pos                     |
| 191                     | Dylan Teuns (BEL)        | 32.                     |
| 192                     | Corbin Strong (NZL)      | 94.                     |
| 193                     | Michael Woods (CAN)      | 6.                      |
| 194                     | Guillaume Boivin (CAN)   | DNF-7                   |
| 195                     | Daryl Impey (RSA)        | 120.                    |
| 196                     | Stephen Williams (GBR)   | 100.                    |
| 197                     | Matthew Riccitello (USA) | 53.                     |

| Uno-X Pro Cycling Team UXT | Uno-X Pro Cycling Team UXT       | Uno-X Pro Cycling Team UXT |
| -------------------------- | -------------------------------- | -------------------------- |
| Num                        | Ciclista                         | Pos                        |
| 201                        | Tobias Halland Johannessen (NOR) | 86.                        |
| 202                        | Torstein Træen (NOR)             | 57.                        |
| 203                        | Jonas Gregaard (DEN)             | 59.                        |
| 204                        | Niklas Eg (DEN)                  | 91.                        |
| 205                        | Anders Halland Johannessen (NOR) | NP-5                       |
| 206                        | Jacob Hindsgaul Madsen (DEN)     | 112.                       |
| 207                        | Magnus Kulset (NOR)              | 79.                        |

| Caja Rural-Seguros RGA CJR | Caja Rural-Seguros RGA CJR | Caja Rural-Seguros RGA CJR |
| -------------------------- | -------------------------- | -------------------------- |
| Num                        | Ciclista                   | Pos                        |
| 211                        | Jefferson Cepeda (ECU)     | DNF-7                      |
| 212                        | Joel Nicolau (ESP)         | 115.                       |
| 213                        | Abel Balderstone (ESP)     | 73.                        |
| 214                        | David González López (ESP) | DNF-7                      |
| 215                        | Julen Amézqueta (ESP)      | 105.                       |
| 216                        | Mulu Hailemichael (ETH)    | DNF-6                      |
| 217                        | Eduard Prades (ESP)        | DNF-7                      |

| Equipo Kern Pharma EKP | Equipo Kern Pharma EKP   | Equipo Kern Pharma EKP |
| ---------------------- | ------------------------ | ---------------------- |
| Num                    | Ciclista                 | Pos                    |
| 221                    | Roger Adrià (ESP)        | 44.                    |
| 222                    | Raúl García Pierna (ESP) | 65.                    |
| 223                    | Francisco Galván (ESP)   | 114.                   |
| 224                    | José Félix Parra (ESP)   | 102.                   |
| 225                    | Pablo Castrillo (ESP)    | 116.                   |
| 226                    | Héctor Carretero (ESP)   | DNF-7                  |
| 227                    | Pau Miquel (ESP)         | 108.                   |

| Burgos-BH BBH | Burgos-BH BBH                  | Burgos-BH BBH |
| ------------- | ------------------------------ | ------------- |
| Num           | Ciclista                       | Pos           |
| 231           | Pelayo Sánchez (ESP)           | DNF-2         |
| 232           | Victor Langellotti (MON)       | 74.           |
| 233           | Daniel Navarro (ESP)           | 62.           |
| 234           | José Manuel Díaz Gallego (ESP) | 18.           |
| 235           | Eric Fagúndez (URU)            | 97.           |
| 236           | Jetse Bol (NED)                | 106.          |
| 237           | Andrés Camilo Ardila (COL)     | DNF-7         |

| Euskaltel-Euskadi EUS | Euskaltel-Euskadi EUS | Euskaltel-Euskadi EUS |
| --------------------- | --------------------- | --------------------- |
| Num                   | Ciclista              | Pos                   |
| 241                   | Mikel Bizkarra (ESP)  | 24.                   |
| 242                   | Xabier Azparren (ESP) | 122.                  |
| 243                   | Txomin Juaristi (ESP) | 113.                  |
| 244                   | Unai Cuadrado (ESP)   | 101.                  |
| 245                   | Luis Ángel Maté (ESP) | 38.                   |
| 246                   | Ibai Azurmendi (ESP)  | 52.                   |
| 247                   | Mikel Iturria (ESP)   | 92.                   |

Convenções:
- AB-N: Abandono na etapa "N"
- FLT-N: Retiro por chegada fora do limite de tempo na etapa "N"
- NTS-N: Não tomou a saída para a etapa "N"
- DES-N: Desclassificado ou expulsado na etapa "N"

## UCI World Ranking
A Volta à Catalunha outorgou pontos para o UCI World Ranking para corredores das equipas nas categorias UCI WorldTeam, UCI ProTeam e Continental. As seguintes tabelas são o barómetro de pontuação e os dez corredores que obtiveram mais pontos:
| Posição             | 1.º | 2.º | 3.º | 4.º | 5.º | 6.º | 7.º | 8.º | 9.º | 10.º | 11.º | 12.º | 13.º | 14.º | 15.º | 16.º-20.º | 21.º-30.º | 31.º-50.º | 51.º-55.º | 56.º-60.º |
| Classificação geral | 400 | 320 | 260 | 220 | 180 | 140 | 120 | 100 | 80  | 68   | 56   | 48   | 40   | 32   | 28   | 24        | 16        | 8         | 4         | 2         |
| Por etapa           | 50  | 30  | 25  | 20  | 15  | 10  | 8   | 6   | 3   | 1    |      |      |      |      |      |           |           |           |           |           |
| Líder               | 8   |     |     |     |     |     |     |     |     |      |      |      |      |      |      |           |           |           |           |           |

| Classificação |                   |                     |       |       |       |       |
| Posição       | Ciclista          | Equipa              | Geral | Etapa | Líder | Total |
| ------------- | ----------------- | ------------------- | ----- | ----- | ----- | ----- |
| 1.º           | Primož Roglič     | Jumbo-Visma         | 400   | 193   | 48    | 641   |
| 2.º           | Remco Evenepoel   | Soudal Quick-Step   | 320   | 200   | -     | 520   |
| 3.º           | João Almeida      | UAE Emirates        | 260   | 50    | -     | 310   |
| 4.º           | Marc Soler        | UAE Emirates        | 220   | 45    | -     | 265   |
| 5.º           | Mikel Landa       | Bahrain Victorious  | 180   | 46    | -     | 226   |
| 6.º           | Giulio Ciccone    | Trek-Segafredo      | 120   | 105   | -     | 225   |
| 7.º           | Michael Woods     | Israel-Premier Tech | 140   | 20    | -     | 160   |
| 8.º           | Jai Hindley       | Bora-Hansgrohe      | 100   | 26    | -     | 126   |
| 9.º           | Kaden Groves      | Alpecin-Deceuninck  | -     | 100   | -     | 100   |
| 10.º          | Cian Uijtdebroeks | Bora-Hansgrohe      | 80    | 8     | -     | 88    |